# Raid op Hammelburg
Raid op Hammelburg, ook wel Operatie Schoonzoon, was een uiterst geheime (en later controversiële) missie onder leiding van de Amerikaanse kapitein Baum, in opdracht van George Patton, commandant van het Amerikaanse Derde Leger. Het officiële doel was om Duitse troepen en tanks weg te lokken van de stad Wiesbaden in het noorden, waar Patton een grote aanval voorbereidde. Althans, dat is wat hij later beweerde. Het eigenlijke doel van de operatie was dat Patton zijn schoonzoon, John K. Waters, wilde bevrijden uit een Duits gevangenkamp in Hammelburg.

## Schoonzoon
Waters werd in februari 1943 gevangengenomen door troepen van Rommels Afrikakorps. Op 27 maart schreef Patton aan zijn vrouw:
Gisterenavond heb ik een colonne uitgestuurd naar een plaats die 65 km ten oosten van Frankfurt ligt, waar naar verluidt John en ongeveer 900 andere krijgsgevangenen zich bevinden. Ik ben vreselijk nerveus, want iedereen, behalve ik, vindt het een te groot risico.

## Het plan
Het oorspronkelijke plan was om de aanval op het krijgsgevangenenkamp uit te voeren met een troepenmacht bestaande uit 4000 manschappen en 150 voertuigen. Patton verordoneerde echter dat de aanvalsmacht slechts uit een gering aantal voertuigen zou bestaan. Op 26 maart 1945, rond middernacht, startten 57 voertuigen, waaronder 10 M4 Sherman-tanks, 3 stuks mobiel geschut en 28 half-tracks en 314 infanteristen de "afleidingsaanval". De aanval stond onder leiding van kapitein Abraham (Abe) Baum, die geen enkele ervaring had met het uitvoeren van een dergelijke operatie. Bovendien was de voorbereidingstijd van de aanval zeer kort geweest en had de strijdmacht slechts weinig brandstof tot haar beschikking. Ook kon zij geen beroep doen op luchtsteun.

## Opmars naar Hammelburg
De eenheid rukte onder zware verliezen op. Bij een poging om de rivier de Saale over te steken bij de stad Gemünden, verloor de eenheid drie tanks. Toen de brug werd opgeblazen moest de eenheid zich terugtrekken. Via een brug bij het noordelijker gelegen Burgsinn wist de aanvalsmacht de rivier over te steken. In de heuvels rond Hammelburg kwam de eenheid onder vuur te liggen van Panzerjägerabteilung 251 onder leiding van Heinrich Köhl. Deze aanval kon worden afgeslagen, maar de strijdmacht verloor 5 half-tracks en 3 jeeps.
In de middag van 27 maart bereikte de sterk uitgedunde eenheid het kamp in Hammelburg. De mannen kwamen hier er al snel achter dat het aantal gevangenen veel groter was dan waarmee zij van tevoren rekening mee had gehouden. Ook kon John Waters, de schoonzoon van Patton, om wie de aanval te doen was geweest, niet vervoerd worden, omdat hij zwaar gewond was geraakt.

## Terugtocht
In de avond van de 27 maart 1945 begon de Task Force, met ongeveer 200 bevrijde krijgsgevangenen, met de terugtocht naar de Amerikaanse linies. De eenheid kreeg te maken met zware Duitse tegenstand. De eenheid bereikte een heuvel met de codenaam Hill 427. Een deel van de bevrijde krijgsgevangenen besloot terug te keren naar het kamp, omdat zij de eenheid te veel belemmerden in haar bewegingsvrijheid. ’s Nachts werd de eenheid omsingeld door troepen van het garnizoen van Hammelburg onder leiding van Richard Hoppe. De Task Force trachtte in de ochtend van 28 maart om uit te breken, maar de Duitse weerstand was te sterk. Om 09:00 uur waren alle voertuigen van de eenheid vernietigd. Baum gaf hierop de opdracht dat de resterende manschappen zich moesten verspreiden en alleen of in kleine groepjes de Amerikaanse linies moesten trachten te bereiken. Slechts 20 personen, 15 leden van Task force Baum en 5 bevrijde krijgsgevangenen, slaagden hierin.

## Bevrijding van kamp Hammelburg
Het kamp in Hammelburg werd tien dagen later op 6 april 1945 bevrijd. De meeste gevangenen waren geëvacueerd door de Duitsers. Een aantal zwaargewonden, onder wie Waters en Baum, waren achtergebleven in het kamp.

## Tijdsschema
| Dag           | uur       | Gebeurtenis |
| ------------- | --------- | --- |
| 26 maart 1945 | 23:30 uur | Kapitein Baums konvooi start de aanval vanuit Aschaffenburg                                                       |
| 27 maart 1945 | 5:30 uur  | Het konvooi richt een slachting aan onder Duitsers die aan ochtendgymnastiek doen                                 |
|               | 6:00 uur  | Een Shermantank wordt bij Lohr vernietigd. Hierbij komt de bestuurder om.                                         |
|               | 8:00 uur  | Duitse genie blaast de brug bij Gemünden over de Saale op. Baums mannen moeten een andere doorgang zien te vinden |
|               | 14:00 uur | Bij Gräfendorf kan het konvooi de Saale oversteken                                                                |
|               | 18:30 uur | Het krijgsgevangenkamp bij Hammelburg wordt na verwoede gevechten bevrijd                                         |
| 28 maart 1945 | 8:40 uur  | Baums overblijvende troepen geven zich over. Operatie schoonzoon is mislukt                                       |

1. ↑  Raid op Hammelburg op TracesOfWar.nl. Gearchiveerd op 23 april 2021. Geraadpleegd op 28 maart 2016.